# Verhaftung und Rückführung
Verhaftung und Rückführung (chinesisch 收容遣送, Pinyin Shōuróng Qiǎnsòng, englisch Custody and Repatriation, abgekürzt C&R 收遣 Shōu Qiǎn) war eine Vorgehensweise der Behörden in der Volksrepublik China zwischen 1982 und 2003. Basierend auf dem Hukou-System konnten Personen ohne Niederlassungserlaubnis oder temporäre Wohnerlaubnis verhaftet und an ihren eingetragenen ständigen Wohnsitz zurückgebracht werden. Dies betraf vor allem die über 100 Millionen Wanderarbeiter aus ländlichen Regionen, die sich in Städten aufhielten, um dort z. B. im Hoch- oder Tiefbau zu arbeiten.

## Hintergrund
Die chinesische Vorgehensweise der Custody and Repatriation (C&R) ähnelte laut Ansicht der chinesischen Regierung der Behandlung von illegalen Einwanderern in anderen Staaten wie z. B. den USA. In beiden Fällen war es für die Beschuldigten schwierig oder unmöglich, ihre Rechte einzuklagen oder in die Berufung zu gehen. Die Gründe für die Verhaftung beruhten in beiden Fällen im Wesentlichen auf Arbeitsmigration. In „westlichen Ländern“ dient diese Praxis demnach wie z. B. das Auffanglager auf Lampedusa in Italien dem Schutz der eigenen Bevölkerung und es werden Menschen aus anderen Ländern und Kulturkreisen interniert. Dahingegen richtete sich die chinesische Vorgehensweise gegen die eigene Landbevölkerung, auf deren Allianz mit den Arbeitern laut Artikel 1 der Verfassung die Volksrepublik China beruht. Hintergrund dieser Regelung ist der enorme Migrationsdruck innerhalb Chinas, den die Zahl von 200 Millionen Wanderarbeitern im Jahr 2006 verdeutlicht.

## Internierungslager
Für das Jahr 2000 wurden 800 Internierungslager (ohne die von der öffentlichen Sicherheit errichteten Lager in Peking) und laut Human Rights in China offiziell über 3,2 Millionen Inhaftierungen und laut Amnesty International 2002 über 1 Million Gefangene angegeben. Neben Arbeitsmigranten wurden dort Obdachlose, Bettler, Geisteskranke, Kriminelle und Bittsteller inhaftiert. Nach offiziellen Angaben waren 5 % der Inhaftierten unter 18 Jahre alt. Zudem mussten die Inhaftierten selbst für ihre Unterbringung aufkommen.
Essen und sanitäre Bedingungen waren in den Internierungslagern schlechter als in regulären Gefängnissen und Arbeitslagern. Die oft monatelang Inhaftierten wurden regelmäßig von der Polizei oder den Zellenbossen geschlagen und mussten sehr lange, schwere Arbeit verrichten. Junge Frauen und Mädchen wurden von Kriminellen aus den Internierungslagern freigekauft, um sie in die Prostitution zu zwingen. Das jüngste Mädchen, das von der Pekinger Polizei aus einem Hotel befreit worden ist, nachdem der Hotelmanager es aus einem Internierungslager gekauft hatte, sei 13 Jahre alt gewesen, wie Human Rights in China berichtete.

## Geschichte
Grundlage des C&R-Systems war das 1961 eingerichtete Hukou-Meldesystem. 1982 wurde darauf aufbauend das C&R-System mit der offiziellen Begründung eingerichtet, die Situation von Bettlern und Obdachlosen zu verbessern. Ursprünglich wurde es daher auf „Personen ohne drei“ angewendet – ohne festen Wohnsitz, ohne Lebensgrundlage und ohne Wohnerlaubnis in der jeweiligen Stadt. Dieses System verbindet traditionelle Familienregister mit der Arbeitserlaubnis (von der Polizei für Arbeitseinheiten oder Arbeiter erteilt), um unkontrollierte Bevölkerungsbewegungen zu verhindern.
1991 wurde das C&R-System auf Menschen ausgeweitet, die lediglich keine Wohn- oder keine Arbeitserlaubnis hatten. Als aber die ökonomische Entwicklung der Städte verstärkt Arbeitsmigranten benötigte, wurde es nur unzureichend angepasst bzw. vom Büro für Öffentliche Sicherheit unverhältnismäßig verschärft. Die Missbräuche wurden vor allem in den Jahren vor 2003 offensichtlich. Es gab interne und externe Warnungen und Diskussionen, die jedoch nur wenige Verbesserungen brachten und kaum einen Effekt hatten. Außerdem kam es zu unveröffentlichten Todesfällen, die den später publizierten ähnelten.

## Tod des Modedesigners Sun Zhigang
Beendet wurde die administrative Vorgehensweise der „Custody and Repatriation“ 2003 von der Zentralregierung, nachdem ein Todesfall große Aufmerksamkeit in Zeitungen und im Internet erhalten hatte.
Am 20. März 2003 starb der 27-jährige Sun Zhigang in der Klinik eines Internierungslagers im südchinesischen Guangzhou, das stark von Arbeitsmigranten abhängt. Sun Zhigang war ein Modedesigner, der nach Guangzhou gegangen war, um dort zu arbeiten. Als er drei Wochen nach Beginn seiner Arbeit in ein Internetcafé gehen wollte, wurde er von der Polizei nach seiner Wohnerlaubnis und seinem Ausweis gefragt. Er hatte noch keine Wohnerlaubnis beantragt und seinen Ausweis vergessen. Er rief einen Freund an und bat ihn, ihm seinen Ausweis zu bringen. Drei Tage später rief eine Freundin seine Familie an und berichtet vom Tod Suns.
Eine offizielle Autopsie der Sun-Yat-sen-Universität wies nach, dass Sun vor seinem Tod brutal geschlagen worden war, auch wenn sein Körper keine Zeichen von äußeren Verletzungen aufwies. Die Autopsie fand Blutungen unter der Haut mit einem Ausmaß von 60 × 50 cm. Das heißt, dass sein gesamter Rücken betroffen war, was seinen Tod verursacht hat. Die Klinik des Internierungslagers hatte als Todesursache einen Herzinfarkt angegeben.
Suns Familie konnte lange Zeit keinen Reporter finden, der über seinen Tod berichten wollte. Schließlich gab sie die Ergebnisse der Autopsie an Reporter der Nanfang City News weiter. Diese titelte am 25. April 2003: „Sun Zhigang was beaten to death“.
Der Fall zog in Hunderttausenden von Nachrichten im Internet Kreise, bis schließlich drei Juristen an den Nationalen Volkskongress schrieben und die Praxis der „Custody and Repatriation“ in Frage stellten. Ein Problem mit diesem Gesetz sei, dass es vom Staatsrat der Volksrepublik China und nicht vom Nationalen Volkskongress in Kraft gesetzt worden war, argumentierten sie. Daher sei das Gesetz nicht verfassungskonform, weil es Bürgerrechte außer Kraft setze, was lediglich dem Nationalen Volkskongress zustehe.
In der Folge wurden zwölf Personen für den Tod Sun Zhigangs verurteilt. Dabei wurden zwei Todesstrafen, eine lebenslange Strafe und drei 15-jährige Haftstrafen verhängt. Es wird jedoch angenommen, dass die Aufklärung des Verbrechens in die Nähe oder direkt den ursprünglich verantwortlichen Autoritäten gegeben wurde. Angeklagt wurden fünf Mitarbeiter der Krankenstation, in der Sun starb, und acht Mitinhaftierte, jedoch kein Polizist. Auch wurde keine Erklärung dafür abgegeben, warum Sun bewusstlos in die Krankenstation gebracht worden war und warum andere Kranke einen bewusstlosen Mann schlagen sollten. Fast zwei Jahre später wurde berichtet, dass auch sechs Polizeioffiziere und Offizielle für den Tod von Sun verurteilt wurden.
Ende 2003 begannen Untersuchungen der Finanzen der Zeitung Nanfang City News. Der Editor Cheng Yizhong und drei seiner Kollegen wurden inhaftiert. Ihnen wurde Korruption und Unterschlagung öffentlicher Gelder im Zusammenhang mit dem Bericht über Suns Tod vorgeworfen. Yu Huafeng und Li Minying wurden zu 12 bzw. 11 Jahren Haft verurteilt. Nach erheblichem Widerstand gegen die Ausschaltung des Managements der populärsten und profitabelsten Zeitung des Landes wurden die bereits ausgesprochenen Strafen auf acht bzw. sechs Jahre reduziert und Cheng wurde freigelassen.

## Abschaffung des C&R-Systems
Am 20. Juni 2003 kündigte der Ministerpräsident Wen Jiabao an, dass die Vorgehensweise der „Custody and Repatriation“ am 1. August 2003 abgeschafft werde. Des Weiteren würden die Internierungslager durch „Maßnahmen zur Unterstützung von mittellosen Obdachlosen und Bettlern in Städten“ ersetzt.
Die Zentren für Obdachlose, die weiter bestehen bleiben, dürfen seitdem weder Gebühren von den Familien verlangen noch die Obdachlosen zur Arbeit auffordern. Das gesetzliche Hukou-System existiert zwar weiter, es ist aber jedem „Landbewohner“ inzwischen erlaubt, sich ungehindert in einer Stadt aufzuhalten. Um eine Arbeit aufzunehmen oder sich eine Wohnung zu mieten, braucht er jedoch immer noch eine Aufenthaltsgenehmigung.
Einige Probleme der Arbeitsmigranten bestehen jedoch weiterhin. Es wird berichtet, dass sie häufig ihre Löhne nicht pünktlich erhalten, Schwierigkeiten haben, von ihren Arbeitgebern versichert zu werden oder medizinische Versorgung zu erhalten. 2005 standen ca. 10 Milliarden Euro an Lohnzahlungen aus. Ferner ist die Sicherheit am Arbeitsplatz nicht gewährleistet, bei 2000 Toten allein unter Pekings Bauarbeitern jährlich.